# Harmonie-fanfare
Pour les articles homonymes, voir fanfare (homonymie).

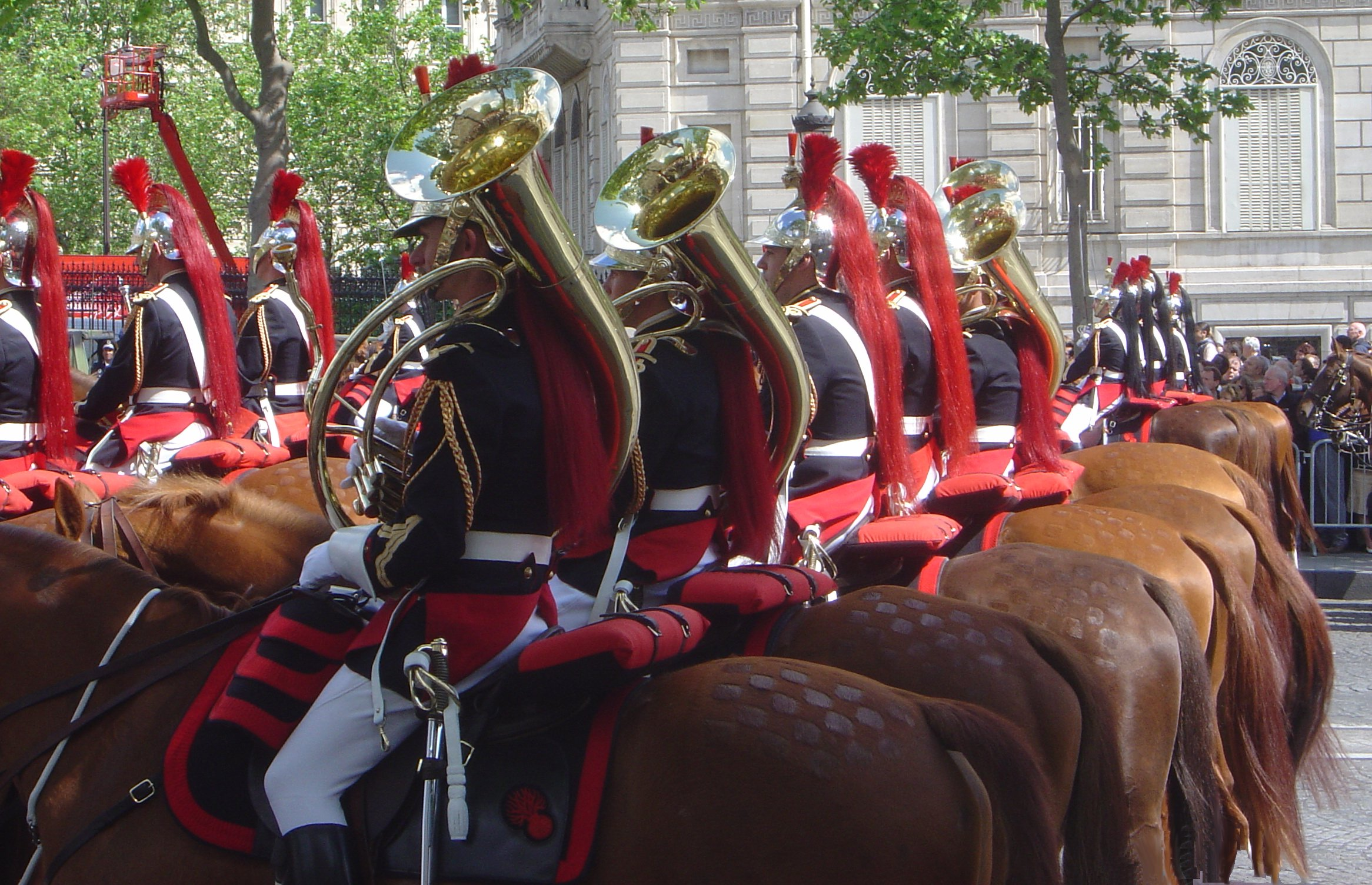
Fanfare de cavalerie de la Garde républicaine. Au 1er plan, un hélicon.

Une harmonie-fanfare, appelée par simplification fanfare, est un groupe de musiciens, souvent déambulatoire et un peu hétéroclite, formé principalement de cuivres mais aussi de quelques bois, notamment des saxophones ; ces formations sont intermédiaires entre l'orchestre d'harmonie et l'orchestre de fanfare. Leur diversité instrumentale est souvent due à la difficulté, dans un secteur donné, de trouver l'ensemble des musiciens nécessaires à la réalisation d'un orchestre plus structuré. Il s'y ajoute parfois des instruments d'ordonnance (clairons, trompes, tambours…), comme dans la batterie-fanfare ou le marching band.

## Histoire

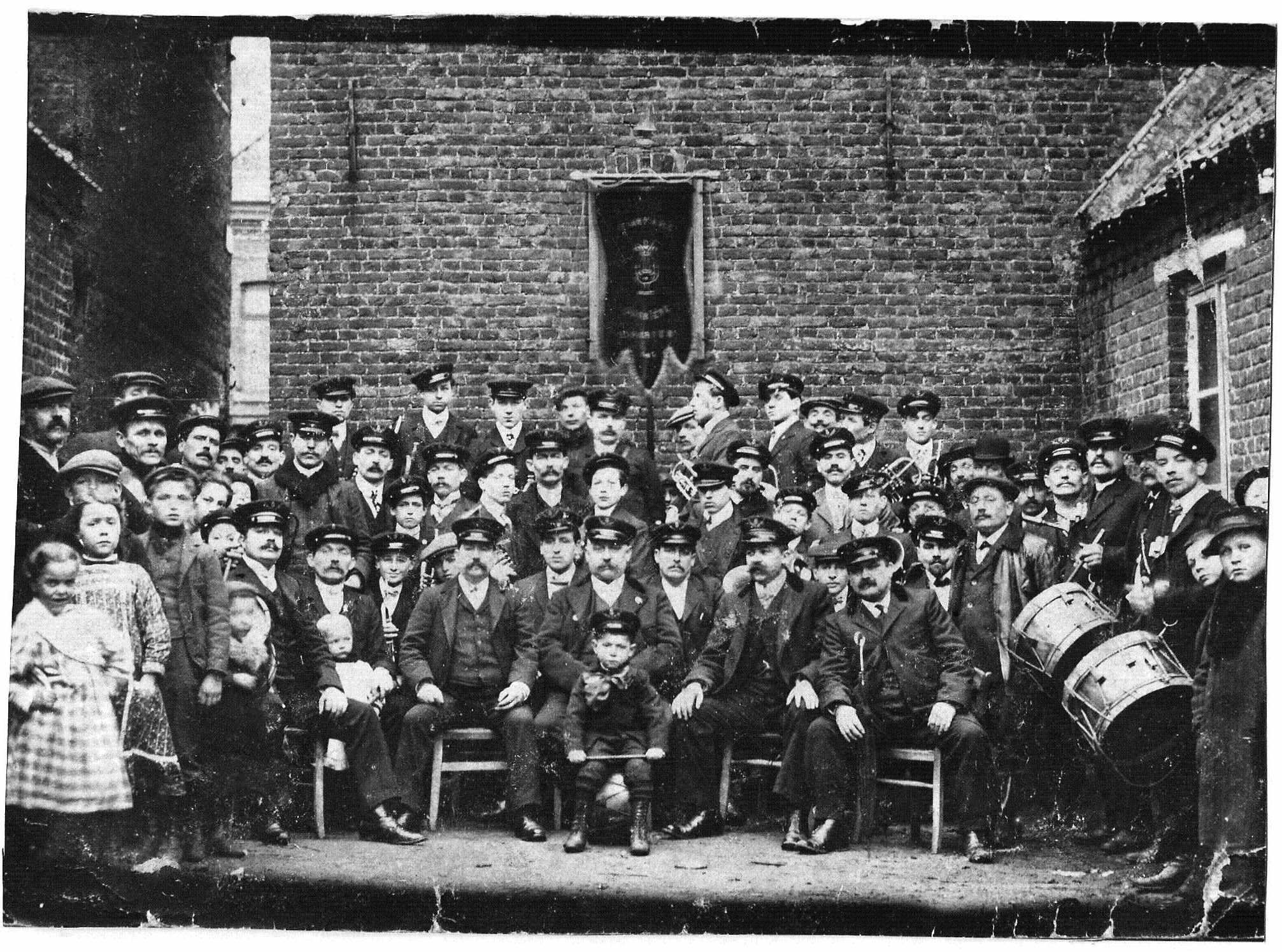
Fanfare ouvrière de Harnes (Pas-de-Calais) en 1903.

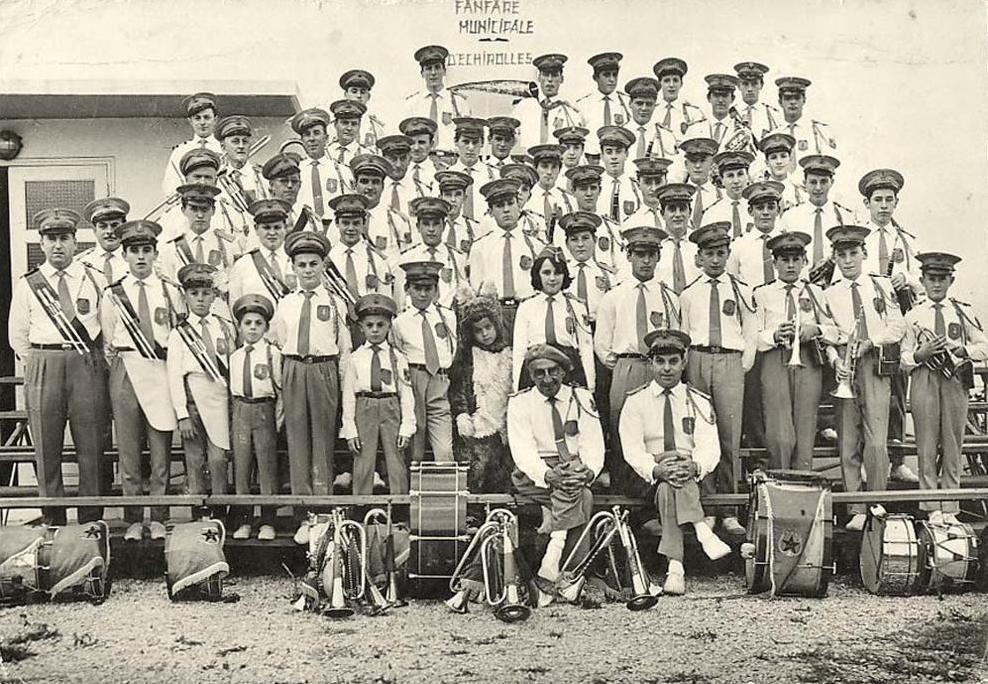
Fanfare de la commune d'Échirolles (Isère) vers 1910.

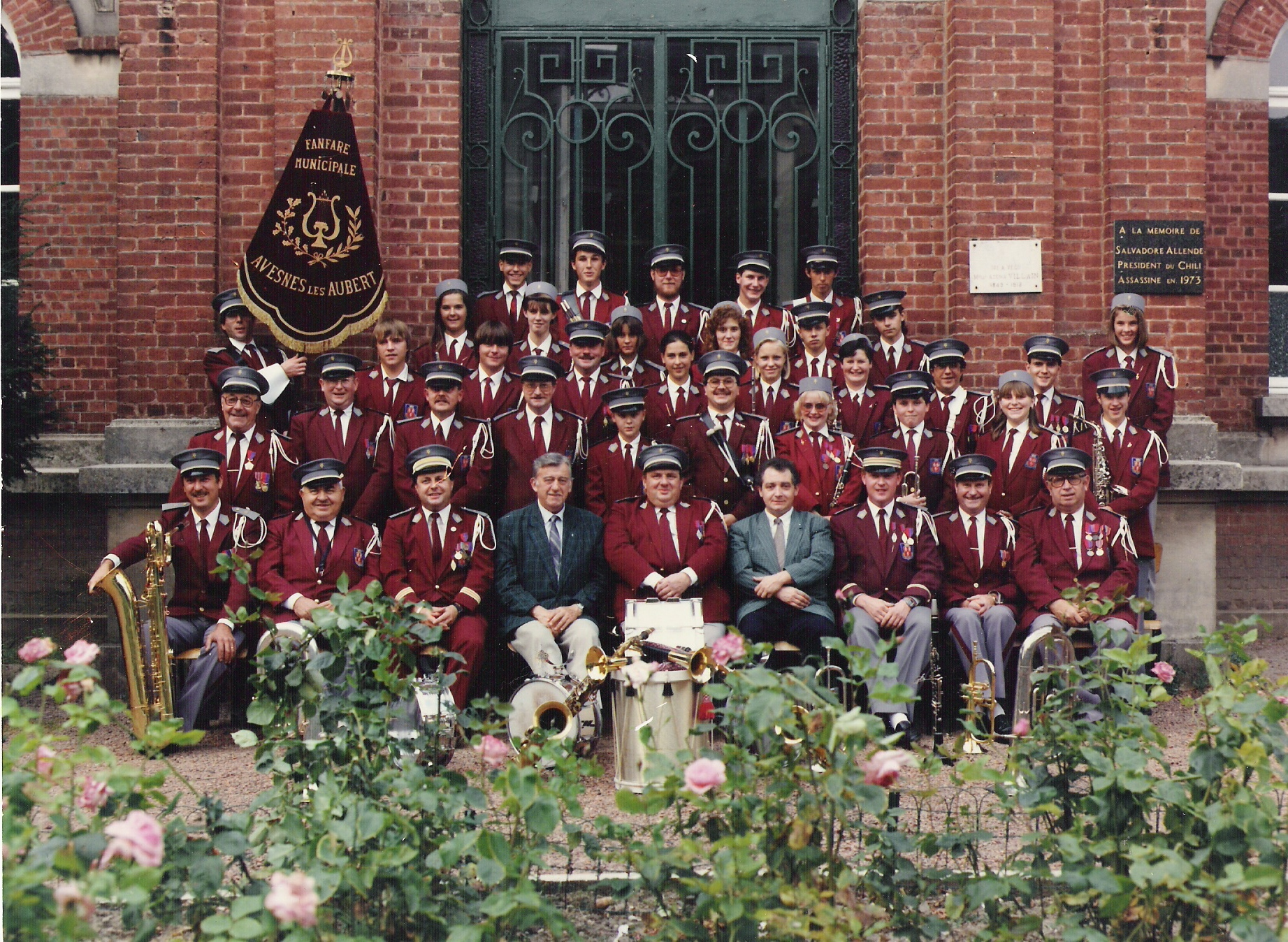
Harmonie batterie municipale d'Avesnes-les-Aubert (Nord) en 1991.

Les harmonies-fanfares en France trouvent leur origine dans la multiplicité des orchestres de musique militaire aux XIXe et XXe siècles : déjà formés dans des ensembles locaux, les conscrits pratiquent la musique quotidiennement d'abord pendant cinq ans, trois ans à partir de 1905, puis un an ; de retour dans leurs villages, ils retrouvent leurs places et souvent initient les plus jeunes. L'armée française multiplie les orchestres à vent jusqu'en 1911, où l'on dénombre 177 corps de musique militaire (soit autour de 15 000 hommes). Les effectifs par bataillon, qui dépassent souvent la centaine, sont limités en 1921 à 57 musiciens ; en 1986 il reste encore 74 formations. La professionnalisation des armées de 1996 ne laisse qu'une douzaine d'orchestres avec des instrumentistes permanents. Le service national n'alimentant plus les harmonies-fanfares civiles, le nombre de celles-ci régresse inéluctablement.
Plus spécifiquement, par ailleurs, dans le Bassin minier du Nord et du Pas-de-Calais, durant trois siècles, les compagnies minières puis les houillères nationales ont une très forte emprise sur la vie des hommes et de leur famille. Professant que « des aptitudes physiques et une hygiène de vie saine [sont] appréciables pour qui veut disposer de bons ouvriers », elles initient et perpétuent des pratiques de loisirs. Ainsi se développe dans tout le bassin minier, à côté du jardinage, de la colombophilie et des sports, une pratique musicale particulièrement florissante. « Dès 1860, la majorité des Compagnies possède plusieurs sociétés musicales. Ces sociétés se répartissent principalement en trois groupes : l’harmonie, la batterie-fanfare et la fanfare. Les Compagnies paient tous les frais, que ce soit les uniformes ou les instruments. Ces sociétés musicales sont de toutes les fêtes et manifestations. Ainsi, le 4 décembre de chaque année, lors de la fête de la Sainte-Barbe, patronne des mineurs, les harmonies jouent de la musique et les Compagnies organisent un banquet. Cette activité ne s’est pas éteinte avec la fermeture des puits. » Les harmonies, fanfares et batteries-fanfares sont toujours un facteur culturel important du Bassin minier. Avec le soutien des municipalités, les sociétés musicales se renouvèlent en formant des jeunes via les écoles de musiques et en élargissant leur répertoire.

## Répertoire
Le répertoire des harmonies-fanfares est encore composé en grande partie de musique militaire (sonneries, marches, hymnes nationaux…), mais il comporte aussi des airs populaires, adaptations d'œuvres dans tous les styles (valse, tango, chansons, rock…), ainsi que des œuvres classiques ou spécialement créées pour ce type de formation. Elles participent aux manifestations locales : fêtes, bals, feux d'artifice, concerts et manifestations sportives. Ce type d'ensemble instrumental se spécialise fréquemment dans les manifestations de plein air. Hors de France, l'une des harmonies-fanfares les plus célèbres, composée d'une centaine d'exécutants, est celle que dirige au début du XXe siècle le compositeur et chef d'orchestre américain John Philip Sousa.